# Abba (République centrafricaine)
Pour les articles homonymes, voir Abba (homonymie).
Abba est une localité, chef-lieu de sous-préfecture de République centrafricaine située dans la préfecture de Nana-Mambéré. Des mines d'or et de diamant se trouvent à proximité.

## Histoire
En mai 2002, Abba devient le chef-lieu de la 4e sous-préfecture de Nana-Mambéré par démembrement de la sous-préfecture de Baboua.

## Éducation
La commune compte 2 écoles publiques à Abo-Boguirma et Abba; et 4 écoles privées à Sagani, Lamy-Bony, Camp Café et Ndoké.